# Komsomol Leninista da Federação Russa
A União da Juventude Comunista Leninista da Federação Russa (LYCL RF; Russo: Ленинский коммунистический союз молодёжи оссийской Федерации, ЛКСМ РФ; Leninskiĭ kommunisticheskiĭ soyuz molodëzhi Rossiĭskoĭ Federatsii, LKSM RF), geralmente conhecida como o Komsomol Leninista da Federação Russa (komsomol é uma abreviatura silábica russa da Liga Comunista Jovem), é a organização juvenil do Partido Comunista da Federação Russa.
Até Fevereiro de 2011, era conhecida como a União da Juventude Comunista da Federação Russa (Russo: Союз коммунистической молодёжи Российской Федерации, СКМ РФ; Soyuz kommunisticheskoĭ molodëzhi Rossiĭskoĭ Federatsii, SKM RF).

## História
As origens da Liga Leninista de Jovens Comunistas remontam à fundação do Komsomol soviético em 1918. Após a dissolução da União Soviética em 1991, o Komsomol, já tendo perdido muito de sua identidade original, foi desorganizado e de fato dissolvido. Muitas organizações de juventude socialistas e comunistas emergiriam de suas ruínas, muitas das quais se uniram para formar a União da Juventude Comunista em 1999.
Em 2004, houve um conflito interno dentro das fileiras da União da Juventude Comunista, resultando numa divisão de duas facções, uma encabeçada por Yuri Afonin, e a outra por Konstantin Zhukov. A facção de Afonin representava a esmagadora maioria dos membros da organização e permaneceu ligada à KPRF, enquanto a facção de Zhukov se tornou independente e gradualmente deteriorou-se em organização sem quaisquer membros, mas com a liderança. Ambas as facções mantiveram o mesmo nome até Fevereiro de 2011, quando a facção liderada por Afonin mudou de nome para União da Juventude Comunista Leninista da Federação Russa.
A União da Juventude Comunista Leninista foi uma das principais organizações que participaram nos esforços para organizar o 19º Festival Mundial da Juventude e dos Estudantes, que teve lugar em Outubro de 2017 em Sochi.

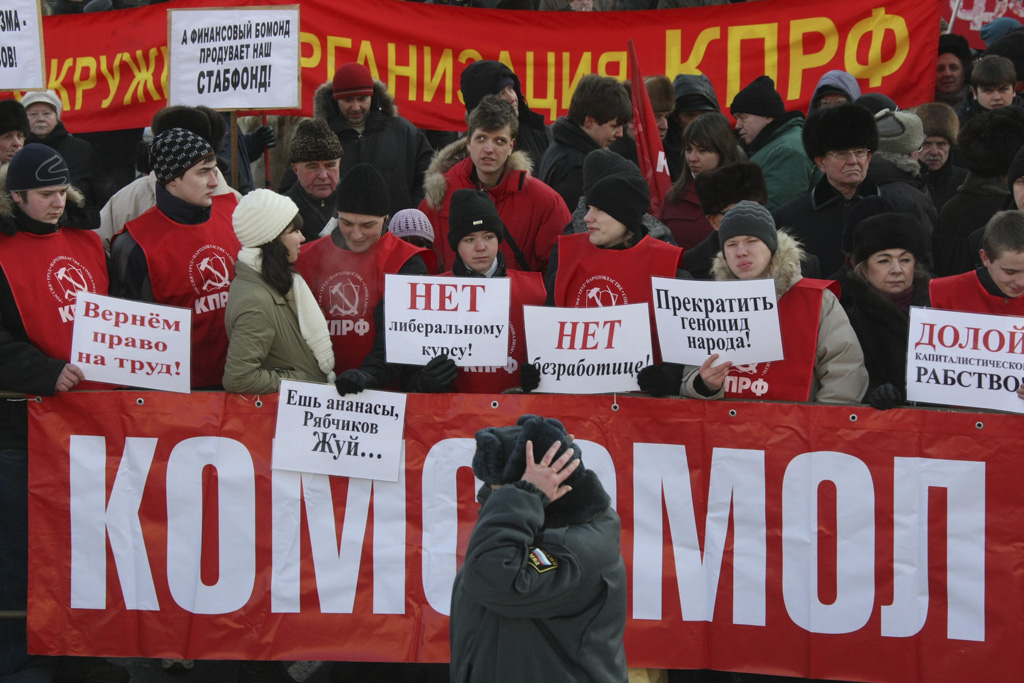
Komsomol numa manifestação

## Metas estratégicas
- Na esfera económica, LKSM defende uma economia planificada e de mercado equilibrada - um passo importante na construção do socialismo, no qual o Estado tem um papel determinante.
- Na esfera social, a organização apoia a implementação de programas nacionais destinados a criar um sistema de segurança social completo, para resolver os problemas da juventude na área do emprego, educação, família, e saúde física e espiritual.
- LKSM insiste na transição, das acções actualmente puramente de propaganda, para medidas práticas reais de criação de um verdadeiro Estado de união com a Bielorrússia, bem como a reintegração das antigas repúblicas soviéticas, cooperação global com a qual a mais importante para a Federação Russa - Ucrânia e Cazaquistão.
- LKSM considera que é necessário tomar medidas drásticas para eliminar a criminalidade juvenil, abordando as suas razões socioeconómicas geradoras. Ao mesmo tempo, opõem-se às condições horríveis em que os acusados e condenados servem, a maioria dos quais são jovens. O castigo deve corrigir, em vez de mutilar as pessoas.[1]

## Atividades
Para alcançar os objectivos da organização, LKSM lidera uma variedade de actividades, como por exemplo: Organização de reuniões, comícios, manifestações, piquetes com o objectivo de exprimir uma opinião sobre questões actuais da sociedade e da juventude. Participando em campanhas eleitorais para o Partido Comunista, apresentou, em colaboração com o Partido Comunista, os seus representantes em órgãos governamentais a vários níveis. Desenvolver uma rede de escritórios regionais, locais e primários do LKSM. Organizar nas universidades: cursos, clubes, bibliotecas, estúdios, campos de férias, etc.